# Jean de la Place
Jean de la Place (en religion Basilidès), né à la fin du XVIe siècle à Ath, Hainaut, Belgique, est un religieux capucin et hagiographe. 

## Biographie
Entré chez les Capucins en 1606, il fut un des premiers profès du couvent des Capucins, établi dans cette ville en 1610, à la demande du gouverneur châtelain, le seigneur Charles de Gavre, comte de Beaurieu, et placé sous la protection des archiducs. Lors de son entrée en vie religieuse, Jean De la Place adopta le nom de Basilidès. 
On lui doit, entre autres livres, une Histoire de la vie, mort et miracles de sainte Aldegonde, vierge, fondatrice, patronne et première abbesse des nobles dames chanoinesses de la ville de Maubeuge, qui fut imprimée à Arras en 1622. 